# Traianos Dellas
Traianos Dellas (Grieks: Τραϊανός Δέλλας) (Thessaloniki, 31 januari 1976) is een Grieks voetballer voormalig die bij onder meer AEK Athene en het Grieks voetbalelftal speelde, als verdediger. Een van zijn belangrijkste kenmerken was zijn grootte (196 cm), wat hem de bijnaam 'De Kolossus' opleverde. 

Hij maakte deel uit van het Grieks voetbalelftal dat Euro 2004 won. In de halve finale tegen Tsjechië scoorde hij in de verlenging de winnende goal uit een corner. Dat was zijn eerste en enige doelpunt voor Griekenland en tevens de enige silver goal ooit in een internationale voetbalwedstrijd.
 Op 21 mei 2012 kondigde hij zijn afscheid als profvoetballer aan.
Op 4 april 2013 werd Dellas aangesteld als trainer van AEK Athene, ter vervanging van Ewald Lienen. Hier werd hij in oktober 2015 ontslagen.

## Spelerscarrière
- 1993-1997: Aris Thessaloniki
- 1994-1996: Panserraikos Serres (huur)
- 1997-2000: Sheffield United
- 2000-2001: AEK Athene
- 2001-2002: Perugia Calcio
- 2002-2005: AS Roma
- 2005-2008: AEK Athene
- 2008-2010: Anorthosis Famagusta
- 2010-2012 : AEK Athene